# Sääreots
Sääreots est un cap d'Estonie dans le comté de Saare. 